# Сафонов Геннадій Васильович
Геннадій Васільєвіч Сафонов (рос. Геннадий Васильевич Сафонов; 5 вересня 1938 — 20 січня 2005) — російський дипломат. Генеральний консул Російської Федерації в Харкові (Україна) (1999—2001).

## Біографія
У 1965—1973 — перший секретар Іркутського міськкому та обкому комсомолу, відповідальний організатор ЦК ВЛКСМ
З 1975 року працював у Міністерстві іноземних справ РФ.
У 1999—2001 рр. — Генеральний консул Російської Федерації в українському місті Харків.
Помер 20 січня 2005 року в Москві.